# C'est surtout pas de l'amour : un film sur la pornographie
Pour plus de détails, voir Fiche technique et Distribution.
C'est surtout pas de l'amour : un film sur la pornographie (Not a Love Story : A Film About Pornography) est un documentaire canadien sur l’industrie de la pornographie, réalisé par Bonnie Sherr Klein (en) et sorti en 1981.
Il reste une des œuvres-phares du Studio D, le studio des femmes, du Programme anglais de l'Office national du film du Canada. Paradoxalement, le film est interdit en Ontario, car il reproduit une courte scène de pornographie enfantine, bien qu’il en fasse une critique.

## Fiche technique
- Titre : C'est surtout pas de l'amour : un film sur la pornographie
- Titre original : Not a Love Story : A Film About Pornography
- Réalisation : Bonnie Sherr Klein
- Scénario : Andrée Klein, Bonnie Sherr Klein, Irene Lilienheim Angelico, Rose-Aimée Todd
- Photographie : Pierre Letarte
- Musique : Ginette Bellavance, Sylvia Moscovitz
- Montage : Anne Henderson
- Producteurs : Dorothy Todd Hénaut, Mark L. Rosen
- Société de production : Office national du film du Canada
- Société de distribution : Office national du film du Canada, ESMA Films
- Pays :  Canada
- Genre : Documentaire
- Langue : anglais
- Durée : 69 minutes
- Date de sortie : 1981

## Participants
- Lindalee Tracey (en)
- Bonnie Sherr Klein
- Kate Millett
- Barry Kathleen
- Susan Griffin
- Robin Morgan
- Margaret Atwood
- Kenneth Pitchford
- Edward Donnerstein

## Distinction
- Nomination, British Academy Film Award du meilleur film documentaire, 36e cérémonie des British Academy Film Awards